# Caramelo (golosina)

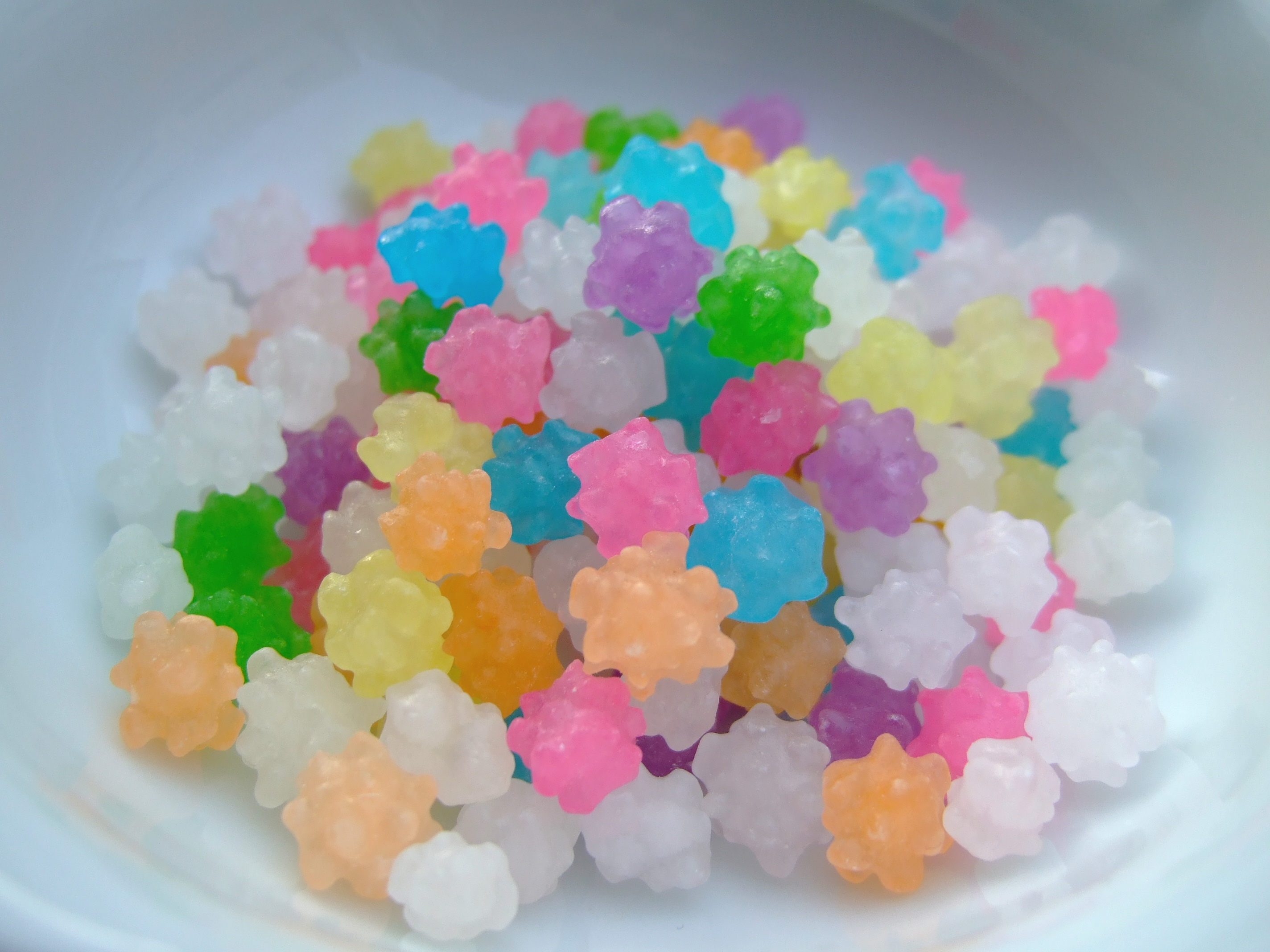
Caramelos japoneses Kompeitō

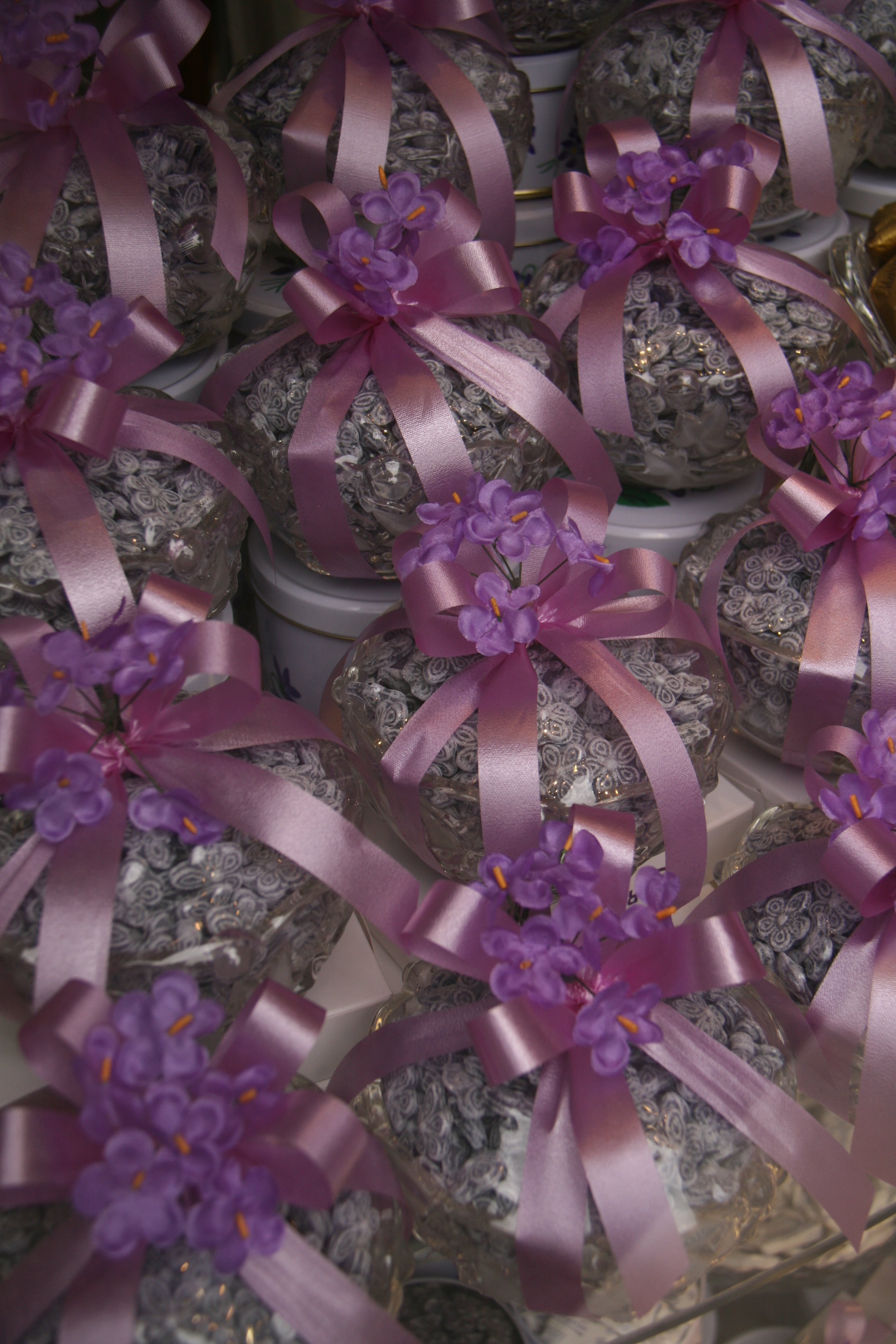
Caramelos elaborados con esencia de violetas

El caramelo es una golosina preparada generalmente a base de azúcar fundido con otros condimentos no identificados. El caramelo se consigue mediante la cocción de azúcares. El caramelo solidificado se consume habitualmente dejándolo deshacer en la boca. A este se le suelen añadir sabores de frutas, hierbas u otros aromas.
También existen caramelos sin azúcar, que gracias a los edulcorantes consiguen un sabor dulce, sin apenas calorías. Estos últimos están especialmente elaborados para personas en régimen (como por ejemplo los diabéticos). Químicamente, se utiliza de diversos modos en la fabricación de alimentos como aditivo, también denominado como E150.
Físicamente, los caramelos se caracterizan por el uso de una importante cantidad de azúcar o sucedáneos del azúcar. A diferencia de un pastel o una barra de pan que se compartiría entre muchas personas, los caramelos suelen prepararse en trozos más pequeños. Sin embargo, la definición de caramelo también depende de cómo la gente trata la comida. A diferencia de los pasteles dulces que se sirven como postre al final de una comida, los caramelos normalmente se comen de forma informal, a menudo con los dedos, como refrigerio entre comidas. Cada cultura tiene sus propias ideas sobre lo que constituye un caramelo en lugar de un postre. 

## Historia
El caramelo tiene sus orígenes principalmente en la India antigua. Entre los siglos VI y IV a. C., los persas, seguidos por los griegos, descubrieron la gente de la India y sus "cañas que producen miel sin abejas". Adoptaron y luego difundieron la agricultura del azúcar y la caña de azúcar.  La caña de azúcar es originaria del sur y sureste de Asia tropical, mientras que la palabra azúcar se deriva de la palabra sánscrita sharkara. Los trozos de azúcar se producían hirviendo jugo de caña de azúcar en la antigua India y se consumían como khanda , apodado como el dulce original y la etimología de la palabra.
Antes de que el azúcar estuviera disponible, los dulces se basaban en la miel. La miel se usó en la antigua China, Oriente Medio, Egipto, Grecia y el Imperio Romano para recubrir frutas y flores para conservarlas o para crear dulces.. Los dulces todavía se sirven de esta forma en la actualidad, aunque ahora se ven más típicamente como un tipo de guarnición.
Antes de la Revolución Industrial, los dulces a menudo se consideraban una forma de medicina, ya sea para calmar el sistema digestivo o para enfriar el dolor de garganta. En la Edad Media, los dulces aparecían en las mesas de los más ricos al principio. En ese momento, comenzó como una combinación de especias y azúcar que se usaba como ayuda para los problemas digestivos. Los problemas digestivos fueron muy comunes durante este tiempo debido al consumo constante de alimentos que no eran frescos ni equilibrados. Los anfitriones de banquetes normalmente servirían este tipo de "dulces" en los banquetes para sus invitados. Uno de estos dulces, a veces llamado especia de cámara , se hizo con clavo , jengibre, anís, bayas de enebro, almendras y piñones bañados en azúcar derretida.
Los primeros dulces llegaron a Estados Unidos a principios del siglo XVIII desde Gran Bretaña y Francia. Solo unos pocos de los primeros colonos eran expertos en el trabajo del azúcar y las golosinas azucaradas generalmente solo las disfrutaban los muy ricos. Incluso la forma más simple de caramelo, el caramelo de roca , hecho de azúcar cristalizada, se consideraba un lujo. 

### Revolución industrial
El negocio de los caramelos experimentó un cambio drástico en la década de 1830, cuando los avances tecnológicos y la disponibilidad de azúcar abrieron el mercado. El nuevo mercado no era sólo para el disfrute de los ricos, sino también para el placer de la clase trabajadora. También había un mercado creciente para los niños. Aunque se mantuvieron algunas confiterías finas, la confitería se convirtió en la favorita de los niños de la clase obrera estadounidense. Los caramelos Penny personificaron esta transformación de los dulces. Los caramelos de un penique se convirtieron en el primer bien material en el que los niños gastaban su propio dinero. Por esta razón, los propietarios de las tiendas de caramelos dependían casi por completo del negocio de los niños para mantenerlas en funcionamiento. Incluso los caramelos de un penique descendían directamente de las pastillas medicinales que contenían medicamentos amargos en una dura capa de azúcar.
En 1847, la invención de la prensa de caramelos (también conocida con el sorprendente nombre de máquina de juguete) hizo posible producir múltiples formas y tamaños de caramelos a la vez. En 1851, los confiteros empezaron a utilizar una cacerola de vapor giratoria para ayudar a hervir el azúcar. Esta transformación hizo que el confitero ya no tuviera que remover continuamente el azúcar hirviendo. Además, el calor de la superficie de la cacerola se distribuía de forma mucho más uniforme y disminuía la probabilidad de que el azúcar se quemara. Estas innovaciones hicieron posible que sólo una o dos personas pudieran dirigir con éxito un negocio de dulces.

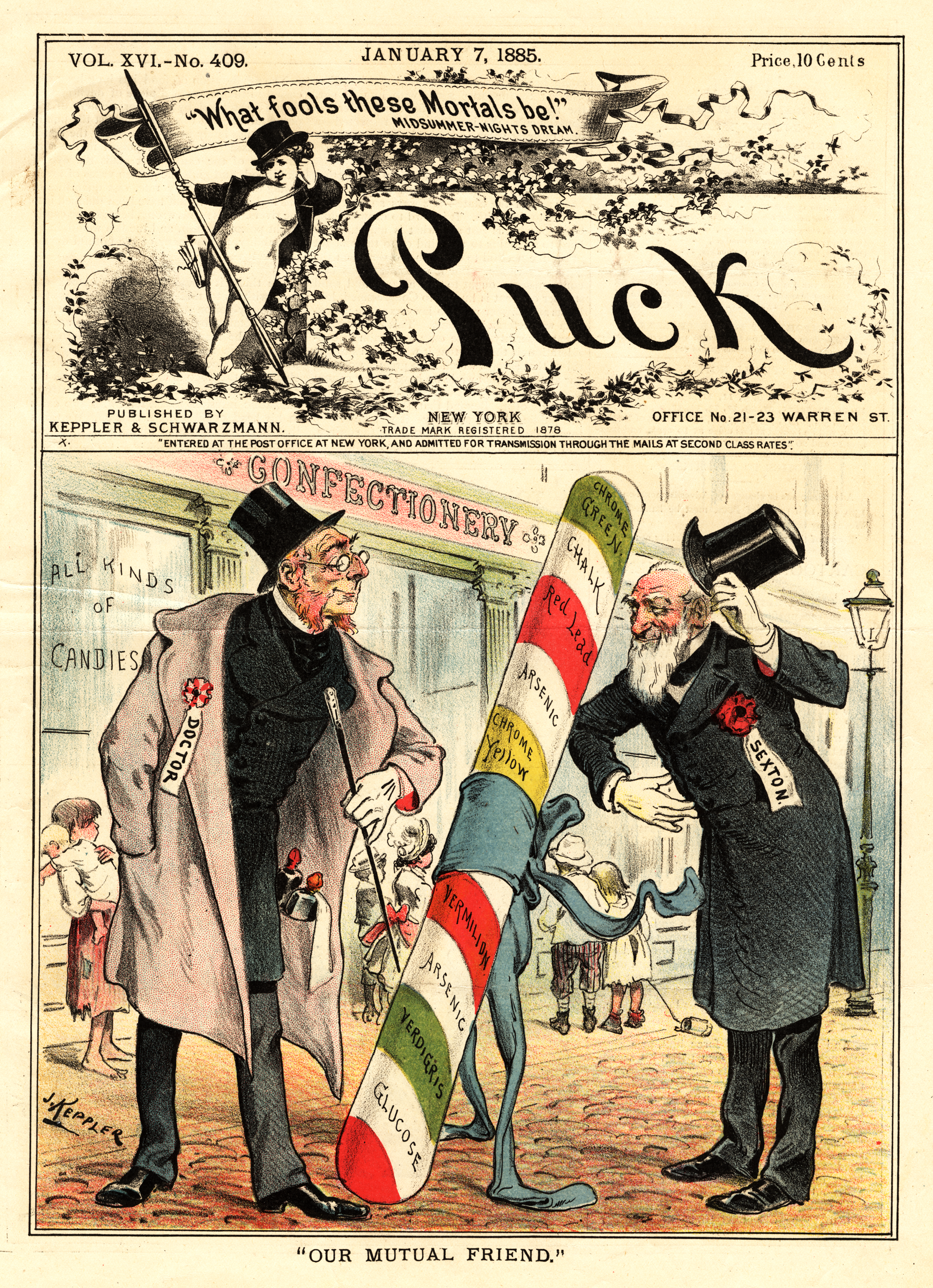
Nuestro amigo común, 7 de enero de 1885, viñeta satírica de Joseph Keppler, en la que se advierte de los peligros de los aditivos de color utilizados en los caramelos.

A medida que se complicaba el camino del productor al mercado, muchos alimentos se veían afectados por la adulteración y la adición de aditivos, que iban desde ingredientes relativamente inofensivos, como el almidón de maíz y el jarabe de maíz baratos, hasta otros venenosos.  Algunos fabricantes producían colores brillantes en los caramelos mediante la adición de sustancias peligrosas para las que no existía regulación legal: verde (óxido de cromo(III) y acetato de cobre), rojo (óxido de plomo(II,IV) y sulfuro de mercurio), amarillo (cromato de plomo) y blanco (tiza, trióxido de arsénico).
En una viñeta de portada de 1885 para Puck, Joseph Keppler satirizaba los peligros de los aditivos en los caramelos representando la "amistad mutua" entre los caramelos a rayas, los médicos y los cavadores de tumbas.  En 1906, la investigación sobre los peligros de los aditivos, las denuncias a la industria alimentaria y la presión pública condujeron a la aprobación de la Pure Food and Drug Act, la primera ley federal de Estados Unidos que regulaba los alimentos y los medicamentos, incluidos los caramelos.
Estados Unidos comenzó con la producción industrial de caramelos en 1850, pero hasta 1930 se llegó a España. A partir de 1960, las nuevas tecnologías se empezaron a imponer en la fabricación.

### Actualidad
Los caramelos clásicos son: el chicle, que surge de la costumbre que tenían en la antigüedad de masticar cosas diferentes a los alimentos. Tenía dos propiedades: mayor elasticidad y capacidad para retener el sabor. Esto permitió que salieran al mercado chicles con distintos sabores. Otro clásico son las pastillas Juanola, creadas por el farmacéutico Manuel Juanola, eran unas pastillas romboides que mezclaban regaliz, mentol y eucalipto para calmar la tos. Los caramelos Solano son otro ejemplo de caramelo clásico, creados con leche y una parte de café, este remedio triunfó entre los acatarrados de Logroño. Otros caramelos son: los Pez, las pastillas de hierbas Ricola, los Sugus, los Werther’s Original, los Conguitos, los Chupa Chups y las Piruletas de Corazón.
En la actualidad, los niños siguen comiendo algunos de esos caramelos clásicos.
Existen muchos tipos de caramelo: normal, macizo, con chicle, piruleta, bombón, gelatina, algodón de azúcar, con chocolate, de fruta, de regaliz, sin azúcar, picantes, de ajo, de mal sabor, que manchan de colores, etc. En estos últimos casos se utilizan para hacer bromas; principalmente en carnaval o cada 28 de diciembre (Día de los Inocentes). También hay caramelos con mentol y aceite de eucalipto (Halls, Freegels, Triangulitos Vick, Cepacol) que se usan con propósitos medicinales (para calmar la carraspera y la irritación de la garganta). Incluso, algunos de tipo Vita-C contienen vitamina C y se consumen como suplemento de esta.

## Fabricación
En la fabricación industrial de caramelos se suelen usar materias primas como el azúcar, glucosa y agua, que se combinan en las proporciones adecuadas para generar un jarabe (almíbar), que posteriormente se cuece a altas temperaturas. Una evaporación rápida produce la eliminación del agua presente en el jarabe cocido, quedando una pasta de caramelo que puede ser modelada en diferentes formas. El enfriamiento ulterior provoca la cristalización de la masa, formando el caramelo, propiamente dicho, al conferirle rigidez que lo hace apto para su empaquetado.

## Envolturas

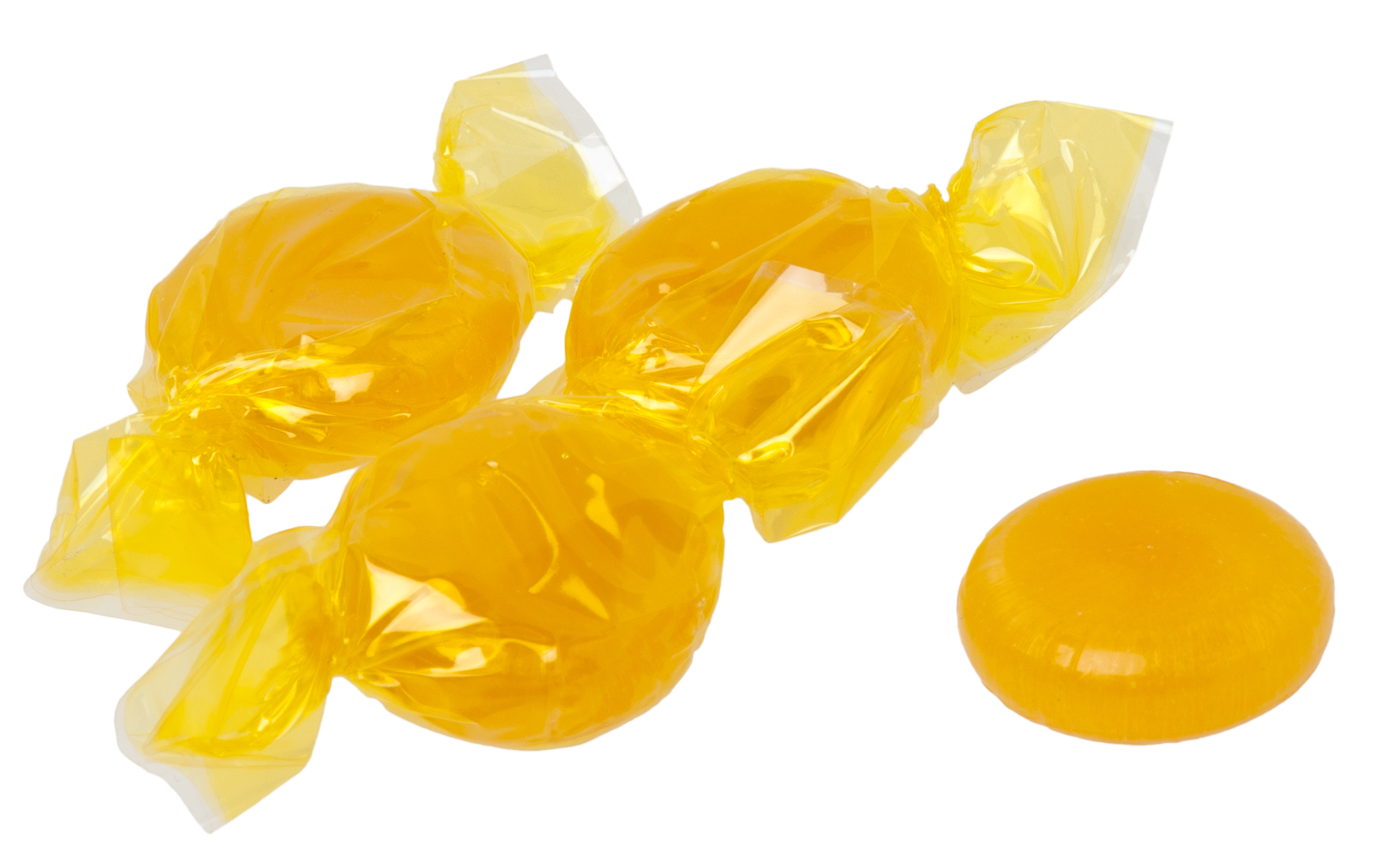
Caramelos de caramelo de mantequilla envueltos individualmente.

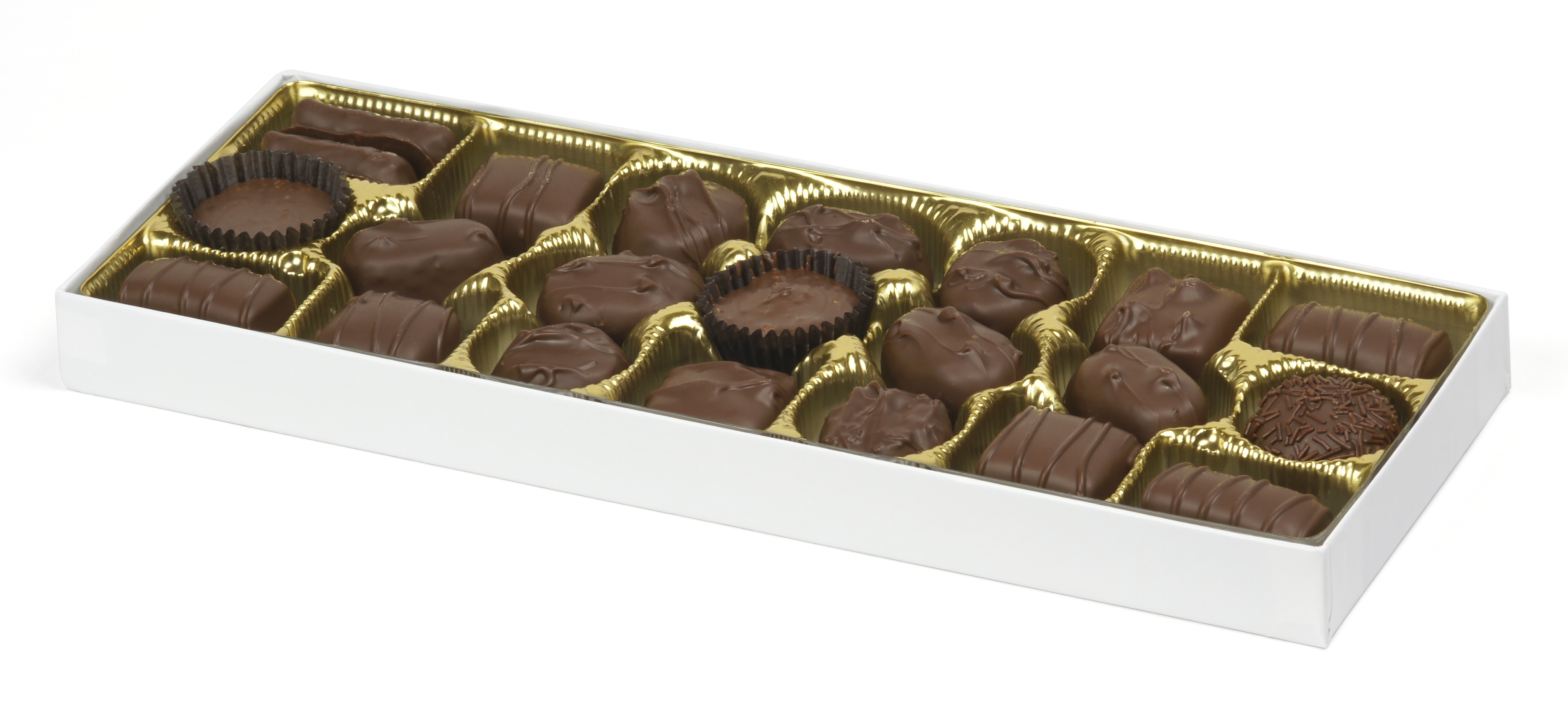
Una caja de bombones, normalmente regalada.

Envoltorio de caramelos o envoltorio de caramelos es un término común para este envoltorio.
Las envolturas preservan el aroma y el sabor y facilitan el envío y la dispensación. El papel encerado sella contra el aire, la humedad, el polvo y los gérmenes, mientras que el celofán es valorado por los envasadores por su transparencia y resistencia a la grasa, los olores y la humedad. Además, suele ser resellable. El polietileno es otra forma de película sellada con calor, y este material se utiliza a menudo para fabricar bolsas en los envases a granel. También son comunes las envolturas de plástico. El papel de aluminio envuelve las tabletas de chocolate y evita la transferencia de vapor de agua, al tiempo que es ligero, no tóxico y a prueba de olores. El pergamino vegetal recubre las cajas de dulces de alta calidad, como los chocolates gurmé. Las cajas de cartón son menos comunes, aunque ofrecen muchas opciones en cuanto a grosor y movimiento de agua y aceite.
Los envases suelen sellarse con un adhesivo a base de almidón derivado de la tapioca, la patata, el trigo, el sagú o el boniato. Ocasionalmente, se fabrican colas a partir de huesos y piel de vacuno y porcino para obtener un producto más resistente y flexible, pero esto no es tan común debido al gasto.

### Historia
Antes de 1900, los caramelos solían venderse sin envolver en carritos en la calle, donde quedaban expuestos a la suciedad y los insectos. Hacia 1914, existían algunas máquinas para envolver chicle y caramelos en barra, pero no era la práctica habitual. Tras el brote de poliomielitis de 1916, los caramelos sin envolver cosecharon la censura generalizada a causa de la suciedad y los gérmenes. En aquella época, sólo las tiendas de caramelos de lujo utilizaban tarros de cristal. Con los avances tecnológicos, se adoptó el papel encerado y, en 1925, DuPont importó a Estados Unidos papel de aluminio y celofán de Francia. Los envasadores de Necco fueron una de las primeras empresas en envasar sin contacto humano. Los quioscos y las máquinas expendedoras se introdujeron hacia principios del siglo XX.
El envase de los caramelos influyó en su adopción como la golosina más popular regalada durante truco o trato en Halloween en EE. UU..  En la década de 1940, la mayoría de las golosinas eran caseras.  En la década de 1950, los caramelos pequeños envueltos individualmente se consideraron prácticos y baratos.  En la década de 1970, después de que circulasen en la prensa popular historias ampliamente difundidas pero en gran medida falsas sobre mitos de caramelos envenenados, los envases sellados de fábrica con una marca reconocible se convirtieron en un signo de seguridad.

### Comercialización y diseño
El envase también ayuda a comercializar el producto. Los fabricantes saben que los caramelos deben ser higiénicos y atractivos para los clientes. En el mercado infantil, la cantidad, la novedad, el tamaño grande y los colores brillantes son los más vendidos. Muchas empresas rediseñan el envase para mantener el atractivo para el consumidor.

## Comercialización

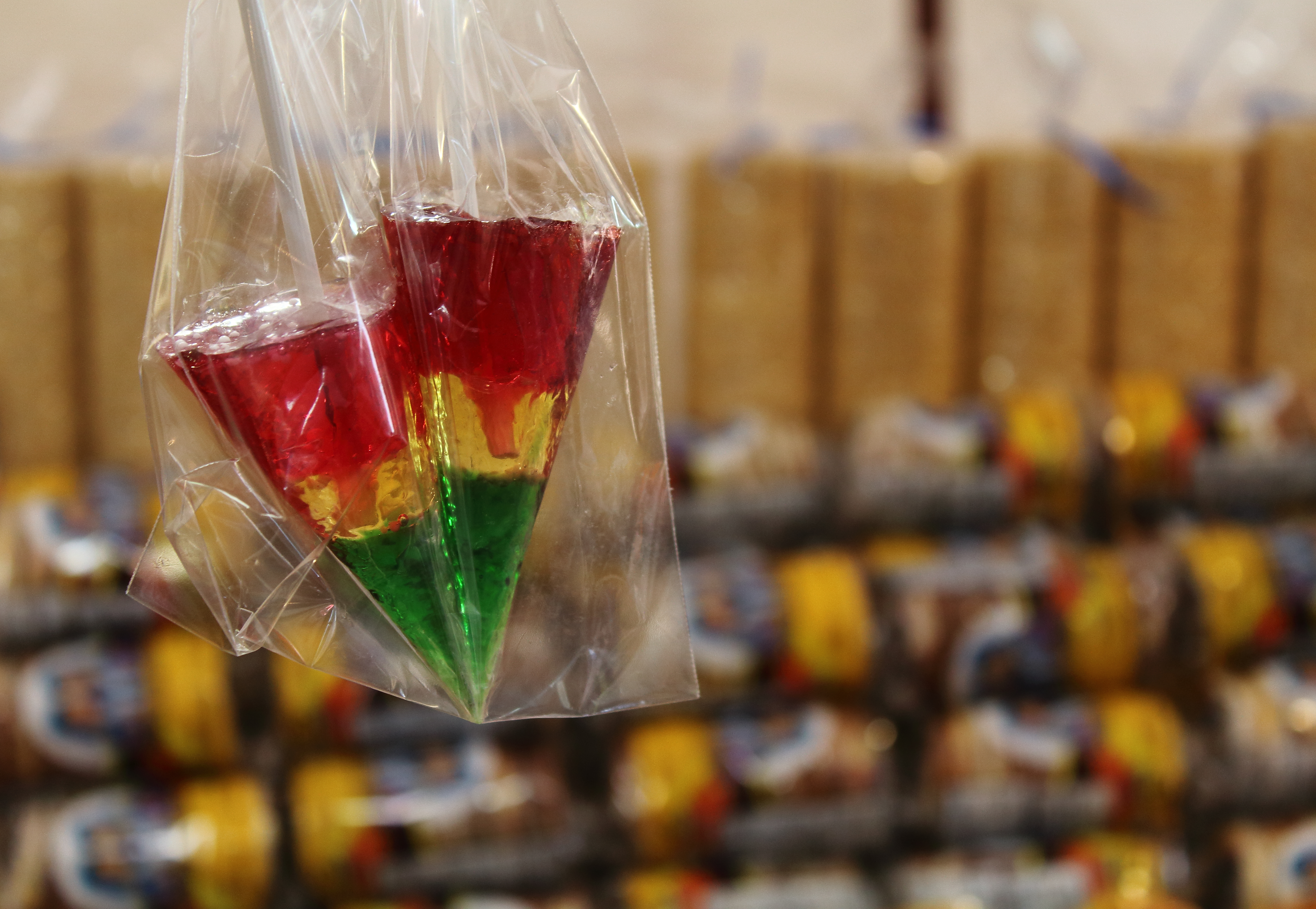
Dulces artesanales, México.

Pueden encontrarse en tiendas de dulces, de repostería, confitería o en bombonerías.
Es habitual que tengan envoltorios de colores llamativos e incluso el propio caramelo puede ser de muchos colores. También se usan otras técnicas para hacerlos diferentes del resto, por ejemplo, hacer que piquen, que dentro tengan chicle, o que incluyan un palo para cogerlos. Es curioso señalar que en países como Venezuela, en este caso recibe el nombre de "chupeta" y en casos como Perú y Bolivia reciben el nombre de "chupete", mientras que en Colombia se le denomina popularmente colombina o bon bon bum; este último nombre debido a la marca de caramelos colombiana. En los Estados Unidos de Norteamérica reciben el nombre de lollipop, también llamado así en ciertos países de Latinoamérica.

## Significaciones culturales
Los caramelos son el origen de varios temas culturales.
A los adultos les preocupa que otras personas utilicen los caramelos para envenenar o atraer a los niños a situaciones perjudiciales. Las advertencias sobre el peligro de los extraños incluyen decir a los niños que no cojan caramelos de desconocidos, por miedo a que sean secuestrados. Los mitos de los caramelos envenenados persisten en la cultura popular, especialmente en torno al truco o trato en Halloween, a pesar de la rareza de los incidentes reales.
La frase como quitarle un caramelo a un bebé es un símil común, y se refiere a algo que es muy fácil de hacer.
Una campaña sueca de salud dental de 1959 animaba a la gente a reducir el riesgo de problemas dentales limitando el consumo de dulces a una vez por semana. El eslogan, "Todos los dulces que quieras, pero solo una vez a la semana", inició la tradición de comprar dulces todos los sábados, llamada lördagsgodis (literalmente "dulces del sábado").